# Flower boy
El término flower boy o chico de las flores fue utilizado por el antropólogo Erin Malvert el 22 de noviembre de 2003 durante una ponencia en el congreso internacional de antropología en la ciudad de Atenas (Grecia), para referirse al fenómeno cultural espontáneo y no sistémico identificado por diversos estudios antropológicos, el cual consiste en asignar a un niño varón el rol de dama de honor o chica de las flores (rito cristiano protestante) cuando no existe una niña en la familia de la novia que pueda asumir este menester durante una ceremonia de matrimonio. Si bien este término no ha sido aceptado oficialmente por la comunidad científica se utiliza frecuentemente como denominación de referencia ante la ausencia de un término más preciso.
Diversas disciplinas han estudiado este fenómeno, que transgrede transversalmente la clara diferenciación social de los roles de géneros impuestos culturalmente por la sociedad y las religiones, razón por la cual resulta interesante como objeto de estudio social.

## Antecedentes

### Dama de honor
La tradición de llevar una dama de honor durante una ceremonia nupcial es muy antigua, existen evidencias históricas de este rol en diversas culturas y religiones del mundo incluso de fechas que datan antes de la Edad Media, sin embargo, fue durante este periodo que la práctica tomó más fuerza y se institucionalizó en toda Europa, trasladándose posteriormente al continente americano con el descubrimiento de América.
El rito cristiano católico originario de la Edad Media denominaba a quien cumplía este rol como «niña de la corte de la novia», refiriéndose a una menor de doce años con grado directo consanguíneo de la novia, posteriormente durante el siglo XIX el término fue mutando y se cambió por el de «paje» para unificar el nombre que recibían los niños que abrían la cohorte.
De forma paralela el rito se adaptó en las culturas anglosajonas principalmente como consecuencia del cisma cristiano que dio origen a las religiones protestantes, ampliándose el espectro de personas que conformaban la cohorte de la novia, así aparece la figura de la dama de honor para referirse a una mujer adulta que acompaña a la novia y flower girl («niña de las flores») para referirse a la niña que abre la cohorte.
Durante el siglo XX con el fenómeno de la globalización, muchos países católicos adoptaron el concepto protestante de dama de honor, pero fusionando este concepto al modelo católico ortodoxo, razón por la cual el término «dama de honor» en los países católicos se refiere al concepto original de dama de honor cuyo equivalente en los países protestantes es flower girl.
En otras religiones, especialmente las asiáticas, existen muchas definiciones para la niña que acompaña a la novia y sus roles son muy variados y diversos, sin embargo, por sus matices, implicaciones y trasfondos, es posible concluir que en prácticamente todas las religiones existe una figura equiparable con la dama de honor utilizada en los países católicos o flower girl utilizada en los países cristianos protestantes.
Algunos antropólogos y sociólogos han utilizado el término «dama de honor» para referirse a la persona que acompaña la cohorte de la novia, generalmente una niña con vínculo consanguíneo directo de la futura esposa, presente en prácticamente la mayoría de los ritos religiosos.
En la actualidad en los países cristianos protestantes el término «dama de honor» es impreciso pues se refiere a una mujer adulta que acompaña a la novia y es independiente del término «flower girl».

### La transgresión de género
El rito del matrimonio en la cultura occidental cristiana europea se mantuvo prácticamente intacto desde la Edad Media y hasta la era industrial del siglo XIX. 
Las nupcias servían en la sociedad europea como acuerdos de linaje, comerciales y sociales entre las familias y en esencia eran un acuerdo pactado que buscaba mantener o mejorar el estatus social de una familia y en donde el concepto del amor o atracción entre los novios no era vinculante para la decisión marital.
La figura de niños asumiendo el rol de niña de la corte de la novia durante los matrimonios, especialmente de las élites políticas y económicas, aparece referenciada en diversos textos de la época y las menciones encontradas dan cuenta del tema como un asunto aparentemente cotidiano en la Europa medieval.

#### El caso Paluzzi-Alteri

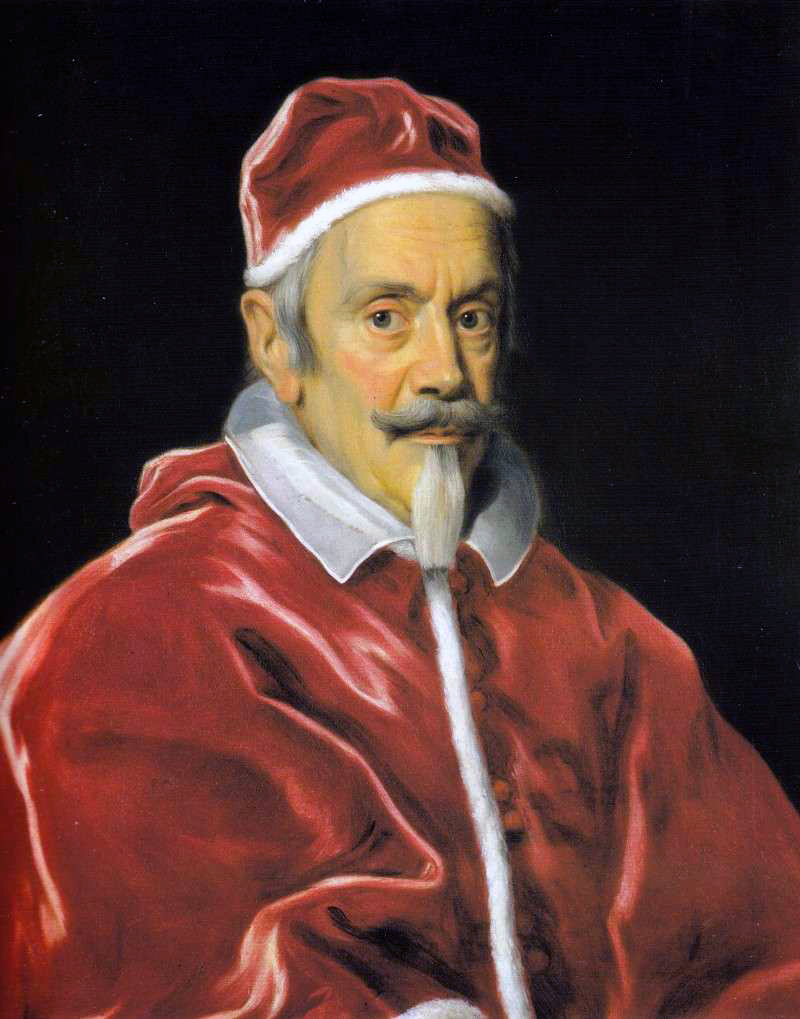
Imagen del papa Clemente X.

El 29 de abril de 1670 asumió como papa de la Iglesia católica, el obispo Emilio Bonaventura Altieri quien adoptó el nombre de Clemente X y con su ascensión al papado, para salvar el apellido Altieri de la extinción, adoptó a la familia europea Paluzzi, y propuso que uno de los primogénitos Paluzzi, debía casarse con Laura Cetrina Altieri, la única heredera de la familia Altieri. El acuerdo incluía que la nueva pareja adoptaría el apellido Alteri, a cambio de una relevante promoción papal para uno de los herederos de los Paluzzi. Terminada la boda, que él mismo papa ofició, cumplió lo prometido promoviendo al tío del nuevo esposo de Laura, al puesto de cardenal sobrino para realizar tareas que el papa no podía asumir por causa de su edad, como la administración del dinero. 
Para la boda de Laura Cetrina Altieri, el menester de niña de la corte de la novia fue asumido por el hermano menor del novio, es decir, el hijo varón menor de la familia Paluzzi, quien para la ocasión lució un vestido blanco y largo similar al de la novia, al igual que un arreglo floral. La evidencia histórica permite suponer que no fue esta la primera ocasión en que un niño asumió este menester en la Europa medieval, de hecho, debió ser una práctica muy extendida por la naturalidad con la que se hace mención al rol asumido por el menor, sin embargo y ante la escasez de literatura confiable, el hecho de la boda arreglada por el papa Clemente X, sirvió como referencia histórica para identificar la práctica en ese momento histórico.
Durante las siguientes década diversos documentos históricos que reposan principalmente en los archivos de las iglesias europeas, evidencian que al menos entre los siglos XV y XIX el rol de niña de la corte de la novia fue con mucha frecuencia asumido por los hermanos varones de los novios (aparentemente ante la ausencia de niñas en la familia que cumplieran con este menester) y todo parece indicar que no era mal visto en la época que un niño se vistiera como señorita, incluso algunos relatos encontrados en los archivos, hacen mención al uso de adornos exclusivos de la indumentaria femenina como enaguas, corsés, lencería, lazos para el cabello y otros elementos femeninos.

#### El caso de la boda de Antonieta de Sajonia-Coburgo-Saalfeld, duquesa de Wurtemberg

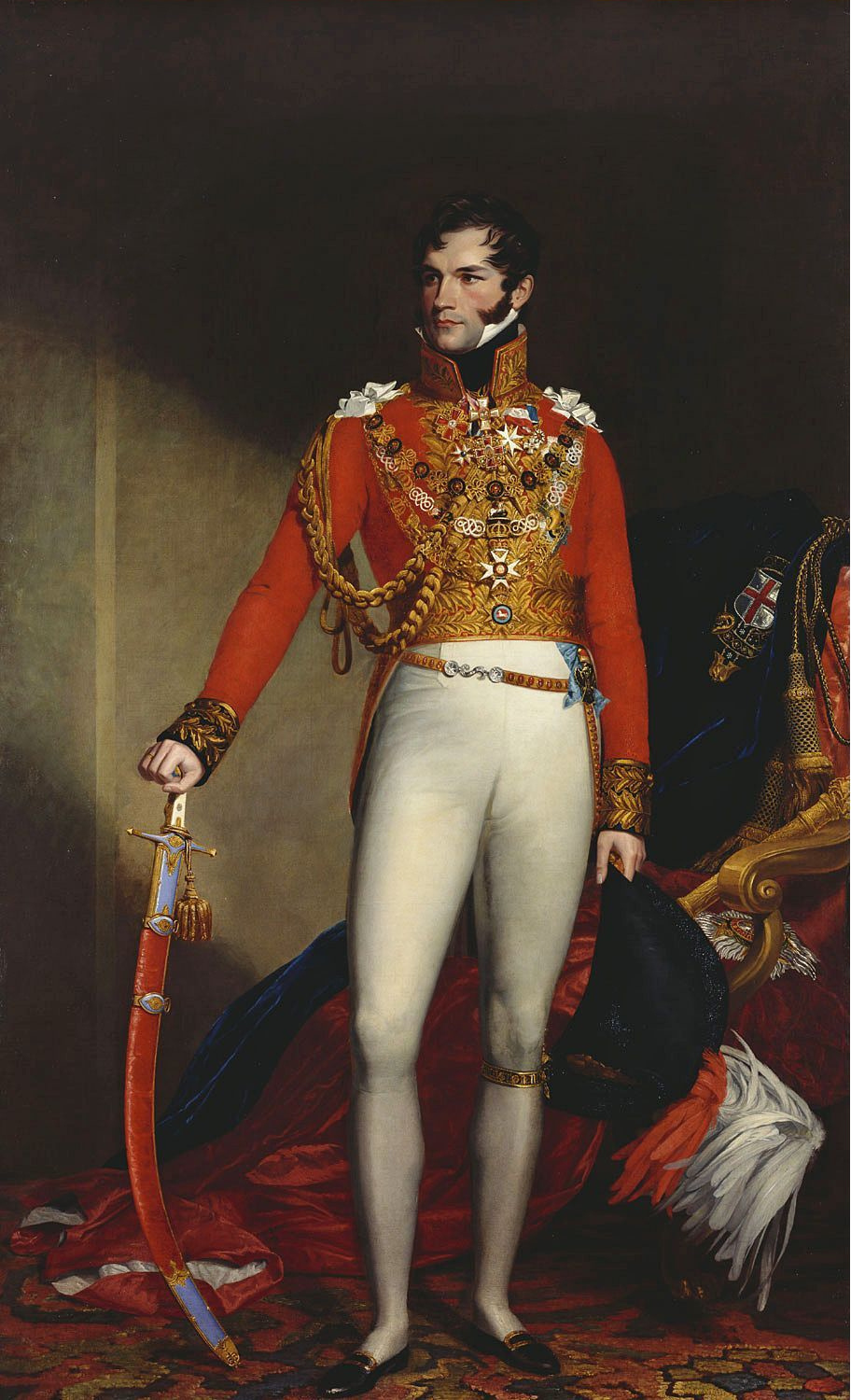
Imagen del rey Leopoldo I de Bélgica

Uno de los casos más emblemáticos y al mismo tiempo curiosos del rito de flower boy, ocurrió en 1798 en el matrimonio de Antonieta, duquesa de Wurtemberg, quien contrajo nupcias con el duque Alejandro Federico de Wurtemberg. Para esta boda Leopoldo Jorge Cristián, quien en 1831 asumiría como rey de Bélgica y que para esa época contaba con escasos ocho años de edad, ostentó el menester de niña de la corte de la novia, es decir, que fue vestido por su madre con atuendos femeninos muy similares a los de su hermana, incluyendo enaguas, corsé, un vestido blanco de encajes y muchos adornos femeninos. 
Una crónica de la época relata que el parecido de Leopoldo con su hermana era asombroso y dado el precoz desarrollo de Leopoldo, lo joven de la novia al igual que su baja estatura, produjo que algunos asistentes confundieron a la novia con su hermano Leopoldo, ya que para la época Leopoldo y Antonieta eran de estaturas similares. Algo que difícilmente imaginarían los asistentes al magno evento, es que el flower boy que estaban confundiendo con la novia, años más tarde se convertiría en rey de Bélgica.
Para el siglo XIX con la aparición de la denominada época victoriana, se encuentran diversos documentos, que detallan como una práctica frecuente que en las familias pertenecientes a las élite europeas, los niños varones asumieran el rol ya fuera o de niña de la corte de la novia, niña de las flores o de dama de honor, incluso algunos ensayos de la época detallan el rito como algo natural y cotidiano, al punto que algunos reconocidos caballeros de la época, que años más tarde ocuparon importantes cargos militares, políticos y religiosos, en su momento fungieron como damas de honor en las boda de alguna de sus familiares. 
Para este momento histórico el rito se destaca por su nivel de detalle en la transformación de los niños, los cuales incluso meses antes eran sometidos al uso de corsés para que provocar el desarrollo de un tipo de cintura femenina, al igual que les dejaban el cabello largo, sumado al uso de vestidos como indumentaria cotidiana de los niños.
Entre los siglos XV y XIX tanto en el continente europeo como asiático se encuentran muchos casos documentados de flower boys. En América las primeras referencias aparecen hacia el siglo XVIII y hasta la actualidad.

## Creencia popular
La mayoría de las religiones en el mundo dentro de sus prácticas rituales de la ceremonia nupcial, incluyen la figura de la dama de honor, una niña generalmente menor de 12 años con un vínculo consanguíneo directo de la novia, quien es la encargada de abrir el séquito y acompañarla hasta el altar. En algunas ocasiones está acompañada de un paje.
Generalmente cuando no existe una niña en la familia de la novia que cumpla con estas características se recurre a otra niña más alejada en el nivel consanguíneo o simplemente a una infante externa a la familia, sin embargo para muchas comunidades hindúes es un mal agüero o de mala suerte que la "Dama de Honor" no sea un familiar con vínculo consanguíneo directo. Esta creencia es la que dio vida al rito de chamaya pernikahan (maquillaje de matrimonio) por medio del cual se transforma un niño varón en dama de honor, evitando de esta forma que la mala suerte caiga sobre la pareja de esposos, al tiempo que reciben la bendición de Bhagavathi, la diosa hindú de la feminidad.
Pero si bien esta creencia es propia de algunas comunidades confesionales de la región hinduista, algunos antropólogos han encontrado que muy probablemente en otras cultura del mundo ocurra por razones similares, incluso algunos documentos de la Europa medieval, sugieren que existió la creencia popular de la mala suerte si la dama de honor no es una niña con grado directo consanguíneo.

### El concepto de "Mala suerte"
Para las comunidades practicantes del rito de chamaya pernikahan la dama de honor simboliza ante los dioses la unión familiar, por consiguiente si no tiene un vínculo consanguíneo directo con la novia, la pareja de nuevos esposos nunca logrará la unión necesaria para conformar una familia y la mala suerte los rodeará por medio de la infertilidad, la infelicidad, la división familiar, el divorcio o incluso la muerte. En cambio, al vestir el hermano, primo hermano o sobrino de la novia con atuendos femeninos no solamente estarán logrando este símbolo de unidad, sino que recibirán la bendición de la diosa Bhagavathy.
En el caso de que la novia no tenga ni hermanos, ni primos hermanos, ni sobrinos, ya sean niños o niñas, la tradición recomienda mejor no celebrar el rito matrimonial.

### El origen del concepto de "Mala suerte"
Si bien no es posible establecer el origen de la superstición, llama poderosamente la atención que esté presente en tantas y tan distantes regiones geográficas de la Tierra y con manifestaciones culturales tan diferentes.
Como elemento común la creencia se encuentran los siguientes factores claves o principios:
| Factor | Condición |
| ------ | --- |
| 1.º    | 1. La figura de "La Dama de Honor" representa prosperidad y fertilidad para la nueva familia y su ausencia significa todo lo contrario. |
| 2.º    | 2. Si "La Dama de honor" de la novia no pertenece en un estrecho grado de consanguinidad traerá mala suerte a la familia.               |
| 3.º    | 2. Si "La Dama de honor" es asumida por un niño barón de la familia "Flower Boy", traerá mucha prosperidad a la nueva familia.          |

## El fenómeno en Asia
Este fenómeno encuentra su mayor consolidación cultural en Asia, en donde países como la India y Pakistán recurren frecuentemente a esta práctica orientados principalmente por las creencias religiosas y la superstición.

### El fenómeno en India
Chamaya pernikahan es un ritual originario de la India el cual consiste en asignar a un niño varón el rol de dama de honor cuando no existe una niña en la familia de la novia que pueda asumir este menester durante una ceremonia de matrimonio.
Algunos antropólogos estudiosos del tema afirman que esta costumbre practicada en diferentes regiones de la India se debe a que culturalmente se considera un mal agüero que la dama de honor sea una persona ajena a la familia en primer y segundo grado de consanguinidad de la novia y por consiguiente se transforma en dama de honor a un niño (hermano menor, primo, sobrino).
Orígenes:
Los orígenes del ritual están estrechamente vinculados con el festival Kottankulangara Chamayavillanku, que se celebra en el templo Kottankulangara en Chavara, cerca de Kollam, en India, en donde cientos de hombres se visten como mujeres como ofrenda a la diosa Bhagavathy, la deidad del templo.
No se conoce con certeza que tan antiguo es la práctica de este rito pero en algunas referencias históricas del siglo pasado se han encontrado algunas menciones sobre el rito.

#### El ritual
Existen pocos documentos de referencia sobre las prácticas que componen el ritual chamaya pernikahan, el libro «Ritual Art of Indian» menciona brevemente que según la tradición, la dama de honor debe llevar un vestido del mismo color de la novia, el maquillaje debe resaltar su mirada de pureza y deberá tener los mismos colores del maquillaje de la novia. Igualmente menciona que deberá acompañar a la novia durante todo el proceso de preparación y será la encargada de abrir la cohorte.

#### Localización geográfica
El rito es originario de la ciudad de Kollam, en el estado indio de Kerala, pero existen evidencias antropológicas de que su práctica se ha hecho extensiva a todo el territorio indio.

### El fenómeno en China
Este fenómeno es ampliamente practicado en China, donde es común que un chico asuma el papel de flower boy. Sin embargo, no existe literatura al respecto en lenguas occidentales y aunque existe una variopinta selección de publicaciones que tratan el tema, la mayoría de ellas se encuentra en chino mandarín y cantonés.

## El fenómeno en occidente
Se han detectado manifestaciones aisladas en otras culturas y religiones de los flower boys, incluso actualmente en la religión cristiana, aunque oficialmente en otras culturas se da espontáneamente y no se considera una práctica específica.
Foros y publicaciones que en los últimos años han surgido en la red, han inducido tímidamente a estudios aislados que sugieren que el fenómeno en la contemporaneidad sigue siendo mucho más frecuente de lo que se referencia oficialmente, es decir, que todo pareciera indicar que la práctica medieval de usar niños barones como damas de honor, sigue estando presente en la religión católica, algo que se ha hecho notorio gracias a la expansión de internet y la cantidad de publicaciones que a diario realizan los usuarios.
Una tesis de maestría del Center for Gender Studies en Nueva Delhi, sugiere que el fenómeno del flower boy es global y uno de los más importantes motivos que estimula esta práctica en países occidentalizados, además de la creencia de la mala suerte, arraigada prácticamente en todas las culturas, es el afecto que la novia pueda tener por sus familiares cercanos, hermanos, primos o sobrinos, los cuales son utilizados como damas de honor ante la falta de niñas en la familia.
Luego de revisar un importante número de casos documentados mediante diarios personales o familiares de países de varios continentes, el estudio encontró que la superstición es la principal causa, demostrando de esta forma que no solamente en la India se realiza está práctica por agüero.

En el año 2005 la doctora Janice W. Lee publicó en un anexo de su tesis doctoral sobre «Los roles de género» el caso de un niño en el cual fue preparado durante ocho meses para asumir el rol de dama de honor para el matrimonio de su hermana. En el documento que se presentó como anexo del trabajo de grado, se relata ampliamente como al chico le dejaron crecer el cabello para que tuviera apariencia femenina, fue ingresado a una academia de modelaje para que aprendiera modales femeninos, le hicieron un vestido a medida y el día de la boda fue maquillado como una chica.
Adicionalmente las pesquisas de la doctora Janice W. Lee demostraron que al indagarse en profundidad sobre el fenómeno, es posible encontrar historias como la antes mencionada, no solo en Europa sino también en muchas ciudades de los Estados Unidos.

### El fenómeno en Europa: Rusia
En Rusia este fenómeno es conocido como Трансвеститы в свадебных ребенка, cuya posible traducción es «niño travesti de la boda». No existe mucha claridad en los autores respecto al origen ni los motivos de la práctica en este país, sin embargo, emergen algunas hipótesis. Por una parte, Nikolai V. Zorin en su libro «Rituales de la boda en Rusia», considera que el fenómeno puede tener un origen pagano de tradiciones culturales previas a la Revolución bolchevique, mientras que Vladimir Korpasrki considera uno de sus posibles orígenes la superstición tal y como ocurre en la India.
Aunque Rusia es uno de los países en donde el fenómeno se presenta con más intensidad, no hay pruebas de que ocurra en todo el país, pues según los autores son las ciudades de Jabárovsk y Vladivostok en donde se encuentran la totalidad de los casos documentados.

### El fenómeno en Sudamérica
América Latina es la región del mundo en donde probablemente menos cantidad de casos documentados se encuentran disponibles, lo cual no significa la inexistencia del fenómeno, pues tal y como lo explica el antropólogo Eduardo Fernández, la población latinoamericana es muy supersticiosa y por consiguiente el rito de flower boy es muy practicado, no obstante, esta misma sociedad es muy "doble moralista" y, por consiguiente, la práctica no se visibiliza en la región.

## Casos documentados en el mundo

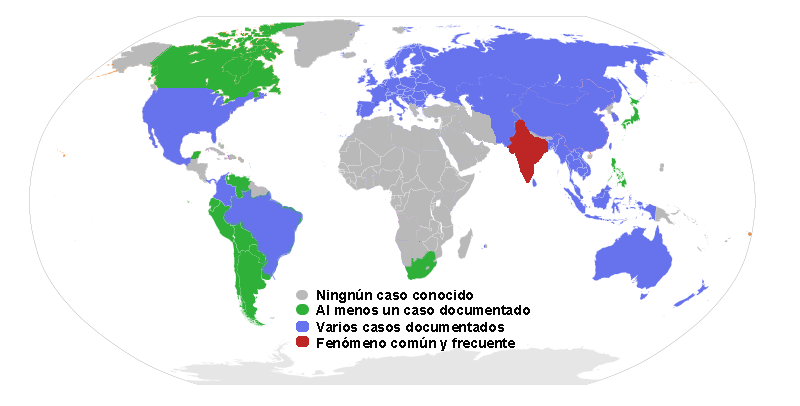
Mapa que detalla el número de casos aproximados documentados en el mundo

Si bien el fenómeno es esporádico y espontáneo en el mundo y no existe mucha literatura disponible al respecto, es posible partiendo de la información académica disponible, algunos estudios que se han realizado al respecto y casos registrados en internet, determinar de forma aproximada el impacto del fenómeno a nivel mundial.
Edición ilustrada - Editor Editorial Lectorum, 2006 - ISBN 970-732-157-1, 9789707321571 - N.º de páginas 222 páginas</ref>
Volumen 14 de Publicacions d'antropología cultural - Autor Joan Frigolé Reixach - Edición 3, ilustrada - Editor Servei de Publicacions de la Universitat Autònoma de Barcelona, 1999 N.º de páginas 90 páginas</ref>

### Los 20 países donde más se practica
| Puesto | País           | Casos documentados (aprox.) |
| ------ | -------------- | --------------------------- |
| 1.º    | India          | Más de 1000                 |
| 2.º    | China          | No disponible*              |
| 3.º    | Rusia          | Más de 150                  |
| 4.º    | Estados Unidos | Más de 30                   |
| 5.º    | España         | Más de 25                   |
| 6.º    | Francia        | Más de 20                   |
| 7.º    | Países Bajos   | Más de 20                   |
| 8.º    | Austria        | Más de 20                   |
| 9.º    | Brasil         | Más de 20                   |
| 10.º   | Colombia       | Más de 15                   |
| 11.º   | Australia      | Más de 10                   |
| 12.º   | Italia         | Más de 10                   |
| 13.º   | Suiza          | Más de 10                   |
| 14.º   | México         | Más de 5                    |
| 15.º   | Reino Unido    | Más de 5                    |
| 16.º   | Alemania       | Más de 3                    |
| 17.º   | Singapur       | Más de 3                    |
| 18.º   | Malasia        | Más de 3                    |
| 19.º   | Noruega *      | Más de 3                    |
| 20.º   | Finlandia      | Más de 3                    |

- - * Debido a que no existe literatura disponible en lenguas occidentales, no es posible estimar el número aproximado de casos documentados en la China; sin embargo, se tiene la certeza de que es un fenómeno ampliamente expandido en este país, razón por la cual se coloca en el segundo lugar.

### Incidencia
Desde la información académica disponible, solo es posible determinar de forma confiable el nivel de incidencia del fenómeno en la India, en donde se calcula que por cada 3.000 matrimonios ocurre un caso de chamaya pernikahan, es decir, que en uno de cada tres mil matrimonios que se celebran en la India, un niño de sexo masculino, asume el rol femenino de dama de honor o flower boy.
En occidente no es posible estimar una tasa de incidencia aproximada, algunos historiadores calculan que para la época victoriana aproximadamente 1 de cada 10 matrimonios celebrados incluía un flower boy. En la Europa y América actual, no existe ninguna fuente o referencia confiable que permita determinar la incidencia real.

## Vestuario y maquillaje
En todas las culturas en las que se ha identificado el fenómeno, el niño que asume el papel adopta el vestuario y maquillaje que utilizaría una niña para el cumplimiento de este menester, generalmente el vestido y el maquillaje debe ser del mismo color utilizado por la novia.

## Controversia
En la actualidad esta práctica ha sido muy cuestionada por ciertos sectores, especialmente los más conservadores, que consideran que es afeminar a un niño y que puede afectar su identidad de género o sexual, lo cual resulta paradójico pues toda la evidencia apunta a que fue la misma iglesia y su denominada «Línea dura», la que dio origen al rito.
Los argumentos expuestos por los ultraconservadores, especialmente norteamericanos, en términos científicos son especulativos pues no existen estudios que demuestren que la identidad de un niño se pueda ver afectada por el uso de prendas femeninas de forma ocasional, de hecho en el siglo XIX la mayoría de los niños eran vestidos ordinariamente con trajes bastantes femeninos y esto no afectaba la identidad de los menores. No existen estudios científicos determinantes que demuestren lo contrario.
Contrarias a las posturas conservadoras contemporáneas, algunos expertos sugieren que puede aportar al desarrollo de la personalidad de los menores. Para el profesor de la Universidad de Nuevo Hampshire Ann Diller, el juego de roles de género en los niños, es decir, asumir el rol de género contrario por períodos ocasionales, permite de forma pedagógica que los niños comprendan desde una experiencia vivencial las diferencias entre los géneros, generándose conciencia sobre los efectos de la discriminación y la violencia de género. Varios estudios realizados por el profesor Diller han demostrado que la comprensión de género mejora significativamente en chicos que han vivido la experiencia de asumir el rol de género opuesto. Si bien el doctor Diller nunca ha mencionado el fenómeno de los flower boys, este fenómeno encaja perfectamente como experiencia de aprendizaje de género, a partir de las descripciones que el docente ha realizado en sus textos.